# Modestia Aparte
Modestia Aparte es un grupo español de música pop y pop rock fundado en 1988.

## Historia
La banda se forma en 1986 por cinco adolescentes madrileños que se conocen en un grupo de boy scouts. Atraídos por la movida madrileña y por bandas como Nacha Pop y Los Secretos crean un proyecto llamado Modestia Aparte, imbécil que finalmente queda reducido a Modestia Aparte. Sus primeros conciertos los hacen en el pueblo murciano de Mazarrón, donde veraneaban.
La casualidad les lleva a conocer al productor Pablo Pinilla con el que graban la maqueta que luego se convertiría en su primer disco. Tras el rechazo de todas las compañías discográficas, conocen a Juan Sebastián, que estaba montando el sello Salamandra Discos y el disco que se llamó Por amor al arte fue su primera referencia. Canciones como Copas Rotas o Ojos de hielo consiguen colarse en los 40 principales y venden 50.000 copias del disco.
Su segundo disco Cosas de la edad es un exitazo y se convierten en todo un fenómeno entre los adolescentes de los recién inaugurados 90. Canciones como la que le da título al disco y otras como Es por tu amor o Pasión les colocan como una de las bandas más importantes del momento. 
Problemas con su discográfica y el gran éxito de la banda les llevan a abandonar Salamandra Discos y a fichar con Polydor, una multinacional que haría llegar el proyecto a mucha más gente. 
En 1992 publican Historias sin importancia, que vuelve a ser un éxito de ventas gracias a su sencillo Cómo te mueves y otras más serias como Piel y arena o Platos sucios, platos rotos y algunas fotos. El 21 de abril de ese año inauguran los conciertos de la Expo 92, tocando para 50.000 personas.
En 1993 publican La Línea de la vida, un trabajo más serio en el que se notaban dos conceptos muy diferenciados de lo que debería ser el rumbo de la banda, lo que haría que surgieran discrepancias y supusiese el fin de una etapa. Ese disco supuso un descenso en ventas a pesar de contener importantes éxitos como María o Ella todo lo hace bien. 
Al finalizar esa gira, abandonan la banda Javier Portugués, Luis Lage e Ignacio Quijano, que forman la banda No digas no, que no llegó a prosperar. 
Modestia Aparte queda reducido a un dúo formado por Fernando López y Carlos Palma y en 1994 publican Modestia Aparte un trabajo que supone una importante caída en ventas y en popularidad, por lo que deciden disolver la banda publicando con el recopilatorio Modestamente...hasta siempre.
Tras un fallido debut en solitario de Fernando en 1995 y unos años dedicándose a otras cosas, en 2002, Fernando López realiza un concierto en la sala Aqualung de Madrid con el nombre de Modestia Aparte, lo que provoca una reacción entre sus antiguos fanes que le lleva a darse cuenta de que siguen interesándole a la gente, por lo que realizan algunos conciertos más y los plasman en disco, Modestia Aparte en Vivo.
Fernando decide reflotar Modestia Aparte con nuevos músicos y ficha por la discográfica Tool Music para publicar Esto debe ser amor con varias canciones compuestas por, su antiguo compañero, Javier Portugués. El sencillo que da título al disco y la versión de Mamá Hora punta el metro suenan en todas las emisoras y la banda vuelve a estar de actualidad, aunque alejada de la popularidad y ventas estratosféricas de su anterior etapa.
En 2005 publican Modestia Aparte y amigos, un disco homenaje en el que realizan duetos de sus grandes éxitos junto a gente como Despistaos o Iguana Tango.
En 2008 publican Veinte, una nueva colección de canciones en las que vuelven a colaborar en las letras cantantes españoles como José María Granados o Kike Ruiz y antiguos compañeros de la banda como Carlos Palma y Javier Portugués. 
Desde entonces, comienzan una etapa más centrada en los directos y no tanto en hacer nuevos discos, que cada verano les lleva por escenarios españoles, conciertos junto a otras bandas de su generación y en invierno a tocar en salas. Es habitual que, ocasionalmente, Javier Portugués se suba al escenario a cantar alguna de las canciones en la que ponía la voz en la primera etapa de la banda.
En 2014 publican dos discos con el sello Avispa Music, uno titulado Gracias! (25 años) en el que revisan en acústico sus grandes éxitos y En Directo en el que hacen lo propio en un concierto.
En 2016 publican el sencillo digital Oyeme, la primera canción nueva en 8 años. 
En 2018 editan el disco 30 Años Con Modestia Aparte (Son Cosas de la Edad) con el sello Atresmúsica, en el que revisan sus canciones más conocidas junto a gente como José Mercé o Chenoa.
A día de hoy, siguen haciendo giras cada verano y actuaciones en TV bastante a menudo.
En 2020, Javier Portugués participa como jurado en el programa Operación Triunfo 2020.

## Componentes
Primera etapa (1988-1992)
- Fernando López: guitarrista, voz y coros.
- Javier Portugués: batería, voz y coros.
- Iñaki Quijano: piano y teclados.
- Luis Lage: saxofón, percusiones y coros.
- Carlos Palma: bajo.

Segunda etapa (2002-2009)
- Fernando López: voz y guitarra.
- Chema Hernández: teclados
- Carlos Sánchez: batería
- Jaime Arpa: guitarra
- Daniel Moreno: bajo

Actualidad (2009-actualidad)
- Fernando López: voz y guitarra
- Chema Hernández: teclados
- José Luis Ruiz / Carlos Sánchez: batería
- Jon Kamiruaga / Eduardo Escobar: Guitarra
- Nacho Sanz: bajo

## Discografía

### 1988 "Por amor al arte"
- 1. Playas de Mazarrón
- 2. Es tu turno
- 3. Quizá
- 4. Como un sultán
- 5. Ojos de hielo
- 6. Punto y final
- 7. Copas rotas
- 8. Voces gritando
- 9. Chirimoya

### 1990 "Cosas de la edad"
- 1. Es por tu amor
- 2. Sobre el ojo del huracán
- 3. Cosas de la edad
- 4. Sin gloria ni razón
- 5. Melancólico total
- 6. Pasión
- 7. Mil historias
- 8. Te lo has buscado, Morgan
- 9. Nunca lo sabrás
- 10. Al sur
- 11. Nunca lo sabrás (versión piano, solo en edición CD de 1990. No viene en reedición en CD de 2002)

### 1991 "Levántate"
- 1. Levántate
- 2. Cosas de la edad
- 3. Ojos de hielo
- 4. Como un sultán
- 5. Melancólico total
- 6. Chirimoya
- 7. Ninguno más
- 8. Es por tu amor
- 9. Es tu turno
- 10. Pasión
- 11. Copas rotas
- 12. Nunca lo sabrás

### 1991 "Historias sin importancia"
- 1. Dos amigos
- 2. Tómate una copa
- 3. Trapos sucios, platos rotos y algunas fotos
- 4. Cómo te mueves
- 5. Piel y arena
- 6. Las cartas
- 7. Un instante de tu vida
- 8. La noche te alcanza
- 9. No quiero dejarte sola
- 10. Locos
- 11. Brumas

### 1992 "La línea de la vida"
- 1. Déjame en paz
- 2. Ella todo lo hace bien
- 3. María
- 4. Bienvenida
- 5. Cesa el viento
- 6. Dime que me quieres
- 7. Toca el paraíso
- 8. Dulce veneno
- 9. No sonrías
- 10. De qué sirve la magia
- 11. Mi extraña forma de querer
- 12. Corazón de luna llena

### 1993 "Modestia Aparte"
- 1. Cosas de la vida
- 2. Habitación con vistas
- 3. Déjame entrar en ti
- 4. Días de escuela
- 5. Bienvenido a las dudas del alma
- 6. Las mujeres
- 7. Nuestros mejores años
- 8. Y pasan los días
- 9. Bailando al borde de tu piel
- 10. Una noche en Granada

### 1994 "Modestamente... hasta siempre"

#### CD1
- 1. Modestamente...hasta siempre
- 2. Es por tu amor
- 3. Cosas de la vida
- 4. Ella todo lo hace bien
- 5. Piel y arena
- 6. Cosas de la edad
- 7. Dime que me quieres
- 8. Déjame entrar en ti
- 9. Cómo te mueves
- 10. Ojos de hielo
- 11. María
- 12. Trapos sucios, platos rotos y algunas fotos
- 13. Bienvenida
- 14. Un instante de tu vida
- 15. Pasión
- 16. Bienvenido a las dudas del alma

#### CD2
- 1. Mix modestia
- 2. Mix baladas
- 3. Mix aparte
- 4. Mega modestia
- 5. Modestia Party
- 6. Modestamente...Gracias

### 2002 "Vivo"
- 1. Playas de Mazarrón
- 2. Cosas de la edad
- 3. Es tu turno
- 4. Copas rotas
- 5. Trapos sucios
- 6. Bienvenida
- 7. Ojos de hielo
- 8. Piel y arena
- 9. Ella todo lo hace bien
- 10. Sobre el ojo del huracán
- 11. Pasión
- 12. Melancólico total
- 13. Dime que me quieres
- 14. Cómo te mueves
- 15. Es por tu amor
- 16. Como un sultán
- 17. María

### 2004 "Esto debe ser amor"
- 1. Esto debe ser amor
- 2. Locura
- 3. Hora punta en el metro (versión de Mamá)
- 4. Diciembre (versión de David Summers)
- 5. Quiero que vuelvas
- 6. Jugando con el tiempo (versión de Mikel Erentxun)
- 7. Toma mi vida
- 8. Esta es mi generación
- 9. Colgado de ti
- 10. Dónde voy sin ti
- 11. Bendita maldición
- 12. Un minuto de silencio
- 13. Esto debe ser amor (versión balada)
- 14. Cable nuestro

### 2005.-"Modestia Aparte y amigos(disco homenaje)"
- 1. Cosas de la edad
- 2. Pasión (con Dylan Ferro de Taxi)
- 3. Ojos de hielo (con La Musicalité)
- 4. Playas de Mazarrón (con In Albis)
- 5. Trapos sucios, platos rotos y algunas fotos (con Despistaos)
- 6. Dime que me quieres (con Lydia)
- 7. Esto debe ser amor (con La Guardia)
- 8. Locura (con Nada que perder)
- 9. Ella todo lo hace bien (con Los Limones)
- 10. Es tu turno (con No se lo digas a mamá)
- 11. Es por tu amor (con Iguana Tango)
- 12. Mi generación (con Lengua Secreta)
- 13. Las cartas (con Los Cocodrilos)
- 14. Copas rotas (con Xucro)
- 15. María (con Indras)
- 16. Cómo te mueves (con Ismael Beiro)

### 2008 "Veinte"
- 1. Mi mundo al revés
- 2. Tiempo para no pensar
- 3. Son las diez
- 4. Número equivocado (con Dani Marco de Despistaos, versión de Mamá)
- 5. Sólo un segundo
- 6. Intercambiando el sabor
- 7. Promesas
- 8. Si estás
- 9. Nada de que hablar
- 10. Distinto material
- 11. La última llamada

### 2014 "Gracias (25 años)"
- 1.	Trapos Sucios, Platos Rotos Y Algunas Fotos
- 2.	Cosas de la edad
- 3.	Ella Todo Lo Hace Bien
- 4.	Pasión
- 5.    Pasión	En Eléctrico
- 6.	Universos
- En Directo
- 7.	Esa Es Mi Generación
- 8.	Con Jaime Terrón   Cosas De La Edad
- 9.	Locura
- 10.	Playas De Mazarrón
- 11.	Con Javier Portugués Ojos De Hielo
- 12.	Pasión
- 13.	Cómo Te Mueves
- 14.	Es por tu amor

### 2014 "En directo"
- 1.	Las cartas
- 2.	Esa es mi generación
- 3.	Cosas de la edad
- 4.	Locura
- 5.	Hora punta en el Metro
- 6.	Copas rotas
- 7.	Playas de Mazarrón
- 8.	Ojos de hielo
- 9.	Ella todo lo hace bien
- 10.	Pasión
- 11.	Trapos sucios, platos rotos y algunas fotos
- 12.	Como un Sultán
- 13.	Cómo te mueves
- 14.	Es por tu amor
- 15.	Son las diez
- 16.	Esa es mi generación (fin del concierto)

- Datos: Q6889200